# Лермонтов в Чечне

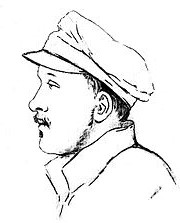
М. Ю. Лермонтов после валерикского боя, 1840 г.

Русский поэт и писатель Михаил Юрьевич Лермонтов посетил Чечню несколько раз. В 1818 году Елизавета Алексеевна Арсеньева со своим внуком — будущим поэтом — приехала к своей сестре, вдове генерал-майора Акима Хастатова Екатерине Алексеевне, которая имела усадьбу в Шелкозаводске в Чечне. Впоследствии Лермонтов ещё несколько раз приезжал к Хастатовой.
В 1837 году за стихотворение «Смерть поэта» поэт был сослан на Кавказ. Во время своего пребывания здесь он снова посетил имение Хастатовых, приезжал в Кизляр. В это время у него появились замыслы целого ряда произведений.
В 1840 году дрался на дуэли, за что был снова сослан на Кавказ, где до середины января 1841 года участвовал в боевых действиях против горцев.
Пребывание на Кавказе оказало больше влияние на жизнь и творчество поэта, дало материал для многих его произведений. Этот период жизни является предметом пристального исследования лермонтоведов. Имя поэта присвоено многим объектам в Чечне. Произведения Лермонтова ставились на сценах грозненских театров, переводились на чеченский язык известными чеченскими поэтами и писателями.

## История

### Детство

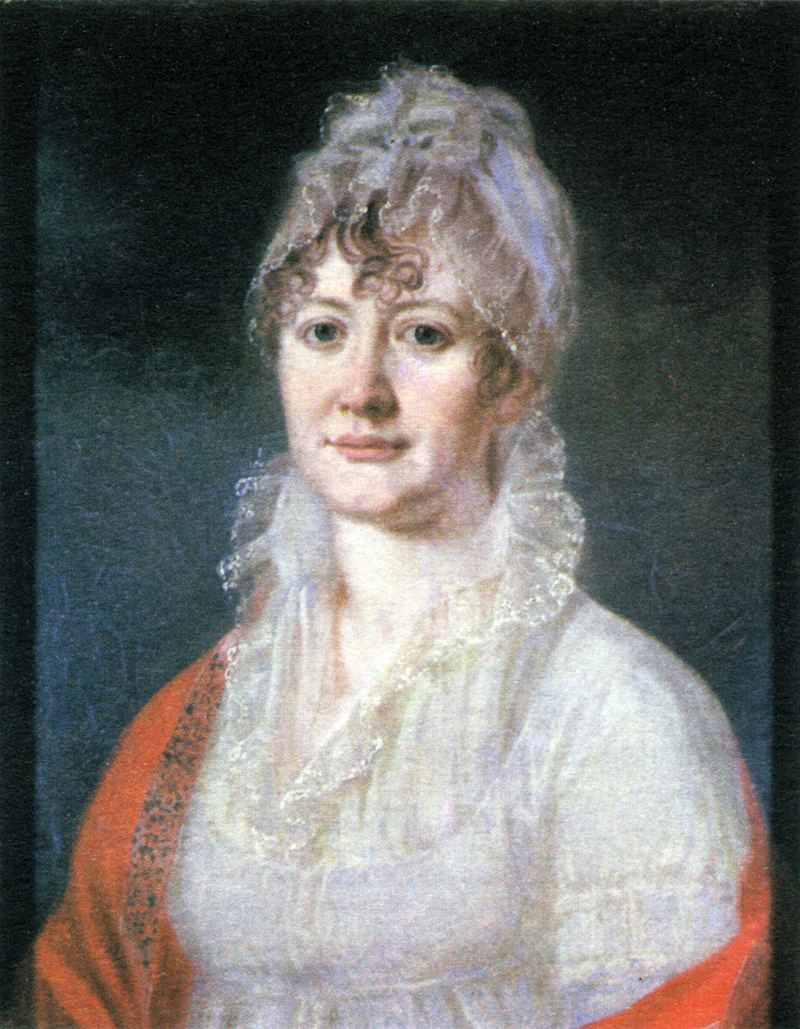
Елизавета Арсеньева, бабушка Лермонтова.

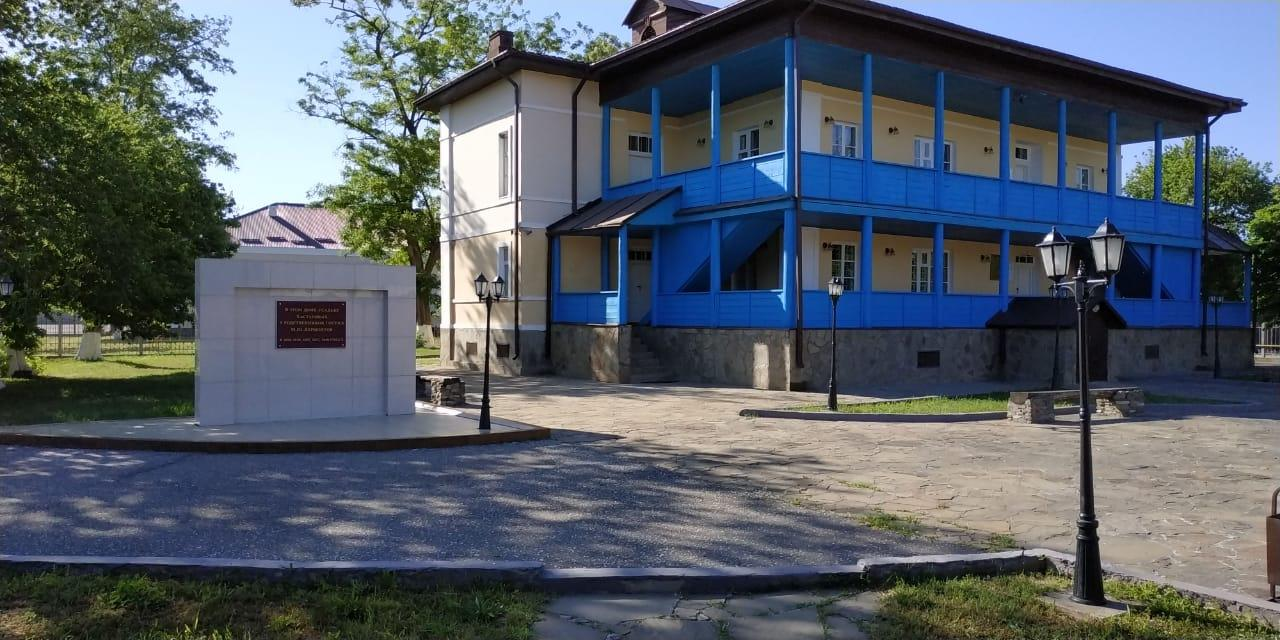
Литературный музей М. Ю. Лермонтова в селе Парабоч.

Лермонтов в детстве не отличался крепким здоровьем. Для его поправки в 1818 году бабушка поэта Елизавета Алексеевна Арсеньева впервые привезла своего внука на серные ванны в Горячие воды (ныне Пятигорск). Здесь жила сестра Арсеньевой Екаретина Хастатова. У последней была усадьба в Шелкозаводске (ныне селение Парабоч в Шелковском районе Чечни).
Поездка в Пятигорск укрепила здоровье Лермонтова. После пребывания на водах Арсеньева с внуком побывали в имении Хастатовых. Время, проведённое здесь, повлияло на всю оставшуюся жизнь будущего поэта. Он познакомился с жизнью, обычаями и культурой гребенских казаков, чеченцев, кумыков. Эта поездка положила начало знакомству Лермонтова с Кавказом. Впоследствии Лермонтов приезжал в Парабоч в 1820 и 1825 годах.

### 1837 год
После публикации стихотворения «Смерть поэта» 27 февраля 1837 года Лермонтов по приказу Николая I был арестован и переведён в Нижегородский 17-й драгунский полк, дислоцировавшийся на Кавказе. Во второй половине апреля 1837 года Лермонтов прибыл в Ставрополь, где находился штаб командующего Кавказской линией генерала Алексея Вельяминова. Начальником штаба при нём был генерал Павел Петров, женатый на двоюродной сестре матери Лермонтова, к моменту приезда Лермонтова овдовевший. Лермонтов был тепло встречен Петровым и прожил у последнего до конца апреля.
Нижегородский полк, штаб-квартира которого находилась в урочище Кара-Агач (Кахетия), выдвинулся на рекогносцировку к Лезгинской линии, и Лермонтов, желая поскорее присоединиться к нему на марше, поехал на Лезгинскую линию через Кизляр (Дагестан). У поэта появилась возможность снова побывать в имении Хастатовых. В письме Святославу Раевскому Лермонтов описал подробности своей первой ссылки на Кавказ:
С тех пор, как выехал из России, поверишь ли, я находился до сих пор в беспрерывном странствии, то на перекладной, то верхом; изъездил Линию всю вдоль от Кизляра до Тамани, переехал горы, был в Шуше, в Кубе, в Шемахе, в Кахетии, одетый по-черкесски, с ружьём за плечами; ночевал в чистом поле, засыпал под крик шакалов, ел чурек, пил кахетинское даже…

Начал учиться по-татарски, язык, который здесь и вообще в Азии, необходим как французский в Европе — да жаль, теперь не доучусь, а впоследствии могло бы пригодиться. Я уже составлял планы поехать в Мекку, в Персию и проч., теперь остаётся только проситься в экспедицию в Хиву с Перовским. Ты видишь из этого, что я сделался ужасным бродягой, а, право, я расположен к этому образу жизни…
Впечатления от поездки в Кизляр вдохновили Лермонтова на написание «Казачьей колыбельной песни» и «Даров Терека». Местом, где родилась «Казачья колыбельная» некоторые лермонтоведы считают станицу Червлённую. В «Дарах Терека» исследователи усмотрели параллели с песней гребенских казаков «Терек-Горыныч». У гребенцев Лермонтов также услышал цикл песен об Иване Грозном, что послужило для него отправной точкой к созданию «Песни о купце Калашникове» — лермонтоведы находят многочисленные параллели в фольклорных произведениях и поэме.
Лермонтов посетил имение Хастатовых. По свидетельствам современников, в имении жила горянка по имени Бэла, ставшая прототипом главной героини «Героя нашего времени». Описанный в том же романе случай, когда Григорий Печорин бросается в хату пьяного казака (рассказ «Фаталист»), в действительности произошёл с Хастатовым в станице Червлённой.
Из Шелкозаводска Лермонтов поехал в крепость Кизляр, комендантом которой был Павел Катенин. Катенин был героем Отечественной войны 1812 года, членом общества декабристов «Союз спасения». Стихотворение Катенина «Отечество наше страдает» стало гимном декабристов. Есть версия, что стихотворение Лермонтова «Жалобы турка» написано под впечатлением стиха Катенина. В 1820 году Катенин был неожиданно отправлен в отставку до 1833 года, когда вновь был принят на военную службу. Есть предположение, что стихотворение Лермонтова «Великий муж» посвящено Катенину.
В Кизляре Лермонтов заболел малярией и вынужден был уехать в Ставрополь, где попал в госпиталь. Оттуда он отправился в Пятигорск для лечения на водах. В Ставрополе Лермонтов познакомился с декабристами Владимиром Лихаревым, Михаилом Назимовым, Михаилом Нарышкиным, Алексеем Черкасовым, Александром Одоевским, а в Пятигорске — с Виссарионом Белинским.
Одним из творческих результатов поездки Лермонтова стало появление переработанной им версии сюжета восточной сказки «Ашик-Гариб». В лермонтовском варианте текста сказки было сохранено большое число азербайджанских слов, часть из которых поэт впоследствии использовал и в других своих произведениях. Тюрколог М. С. Михайлов писал, что «занятия Лермонтова „татарским языком“ и кавказским фольклором обогатили его поистине бессмертные произведения».
Пока Лермонтов находился на Кавказе, его бабушка хлопотала о его возвращении в Россию. 11 октября 1837 года Николай I подписал указ о переводе Лермонтова в Гродненский гусарский лейб-гвардии полк корнетом. Незадолго до наступления 1838 года Лермонтов покинул Кавказ.

### 1840 год
18 февраля 1840 года Лермонтов дрался на дуэли с сыном французского посла Эрнестом де Барантом. Из-за этого Лермонтов был арестован и направлен на Кавказ в Тенгинский 77-й пехотный полк. 18 июня Лермонтов выехал в крепость Грозную, которая, по описаниям того времени:
… занимала квадратную плоскость, сторона которой не превышала 150 шагов, обнесённую осыпавшимся и обвалившимся валом и заросшим травой рвом, не исправлявшимся со времени своего создания, через которые пролегало несколько пешеходных тропок. Два чугунных орудия без платформ и на ветхих крепостных лафетах, обращённые дулом к Ханкале, возвещали сигнальными выстрелами о приближении неприятеля. Внутри цитадели, кроме двух пороховых погребов — хранилища боевых зарядов и патронов и караульного дома, тянулись три длинных деревянных строения, занятых разными должностными лицами и их канцеляриями. Все эти постройки были ветхи, как и самый вал. Форштадт, обращенный на север к Тереку, состоял из дома начальника левого фланга, возвышающегося возле землянки, в которой генерал Ермолов жил во время постройки крепости, вновь строящегося госпиталя, нескольких ветхих казарм, множества небольших мазанок, принадлежащих разночинцам, отдельного поселения из женатых солдат и грязной еврейской слободки. Этот форштадт охранялся ничтожной профили валом со рвом и оборонялся тремя чугунными орудиями. Если к этому прибавить деревянный мост на Сунже на сваях, против цитадели, охраняемый небольшим манежем, да сад с огородами и ротными дворами Куринского полка, то вот полный абрис тогдашней Грозной.
В Грозной Лермонтов встретился со Львом Пушкиным и другими представителями светской молодёжи. Но сильнее всего он сошёлся с Владимиром Лихаревым с которым познакомился в Ставрополе. Лихарев был прекрасно образован, знал четыре языка, был очень добр и щедр.

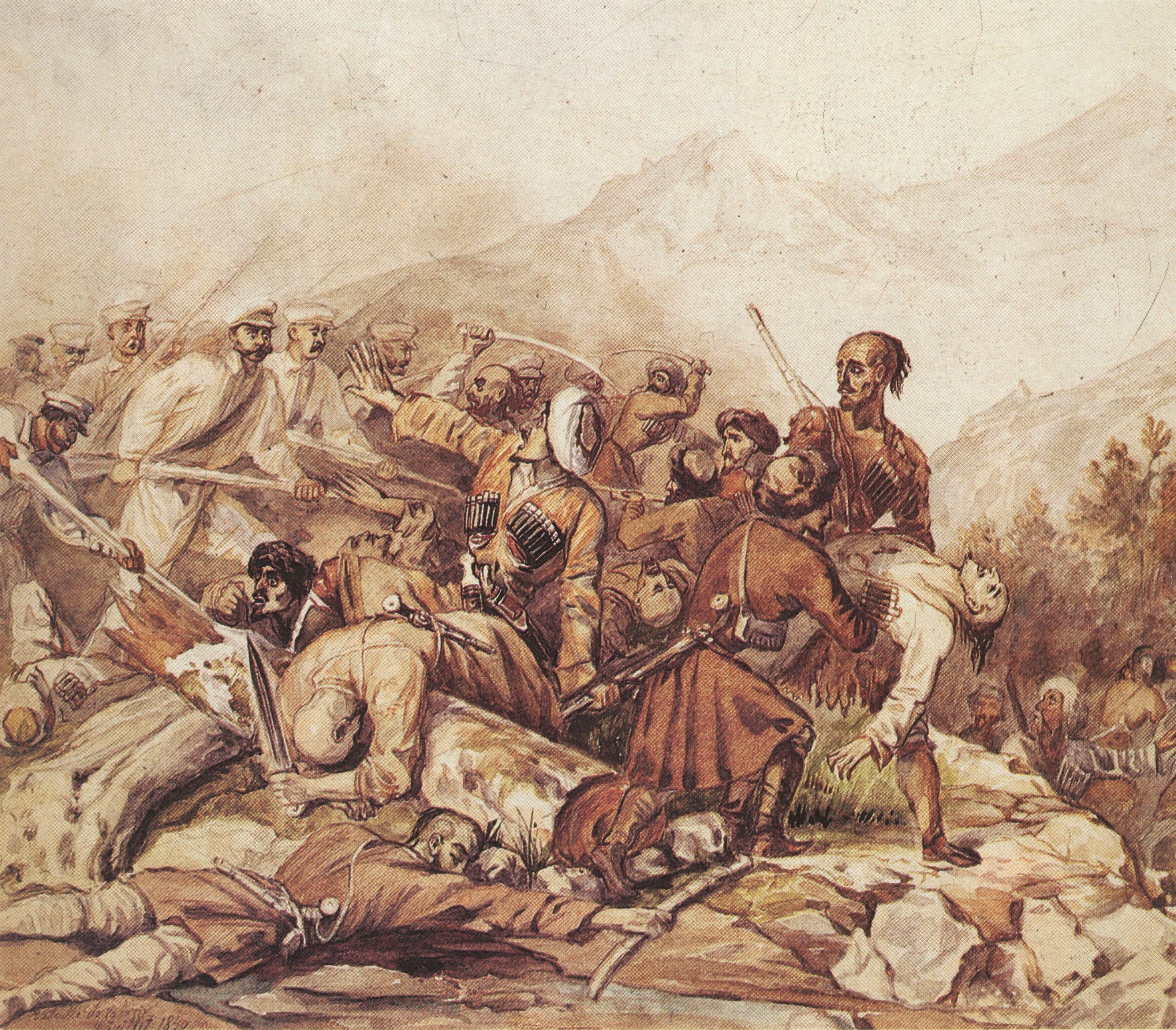
Эпизод из сражения при Валерике. Худ. М. Ю. Лермонтов, Г. Г. Гагарин

6 июля войска выступили в поход на село Большой Чечень (вероятно, на этом месте находится нынешний Чечен-Аул). Преодолев упорное сопротивление противника, войска заняли село Гехи. 11 июля (по старому стилю) состоялось сражение на реке Валерик, которое поэт описал в стихотворении «Валерик». В битве погиб Владимир Лихарев, с которым Лермонтов едва успел сдружиться. В журнале военных действий отряда была отмечена храбрость Лермонтова в этом сражении.
… Раз — это было под Гихами —

Мы проходили тёмный лес;

Огнем дыша, пылал над нами

Лазурно-яркий свод небес.

Нам был обещан бой жестокий.

Из гор Ичкерии далекой

Уже в Чечню на братний зов

Толпы стекались удальцов…
Белинский писал о стихотворении «Валерик»:
Оно [стихотворение] отличается этою стальною прозаичностью выражения, которая составляет отличительный характер поэзии Лермонтова и которой причина заключалась в его мощной способности смотреть прямыми глазами на всякую истину, всякое чувство, в его отвращении прикрашивать их.
С Дагестаном связано стихотворение Лермонтова «Сон», которое написано под впечатлением рассказа одного из его сослуживцев Шульца. В 1839 году Шульц был тяжело ранен в столкновении с горцами и целый день пролежал на поле боя среди убитых. Но специалисты также отмечают в этом произведении влияние фольклора гребенских казаков:
В полдневный жар в долине Дагестана
С свинцом в груди лежал недвижим я,
Глубокая ещё дымилась рана,
По капле кровь точилася моя…
В октябре 1840 года Лермонтов стал начальником «команды охотников» вместо прежнего начальника Дорохова, получившего ранение, и находился на этой должности до конца ноября. Поэт вёл образ жизни простых солдат — спал на голой земле, ел из общего котла, небрежно относился к соблюдению формы и своему внешнему виду. Он был доволен этим назначением, так как оно давало некоторую независимость и возможность отличиться, что было нужно для получения отставки.
В ноябре 1840 года, вернувшись из тяжёлой двадцатидневной экспедиции по Чечне, Лермонтов писал из крепости Грозной своему другу Алексею Лопухину:
Может быть, когда-нибудь я засяду у твоего камина и расскажу тебе долгие труды, ночные схватки, утомительные перестрелки, все картины военной жизни, которых я был свидетелем.
В казачьих станицах юга России до сих пор живут легенды о «правильном поручике», как казаки называли Лермонтова. Однажды поэт бросился в горную реку, чтобы спасти бросившуюся в реку пленную девочку-адыгейку. Выплыв, он передал её находившимся рядом черкесам, с которыми впоследствии подружился.
20 января 1841 года Лермонтов уехал в отпуск в Санкт-Петербург на два месяца, после чего в Чечню больше уже не вернулся.

## Память

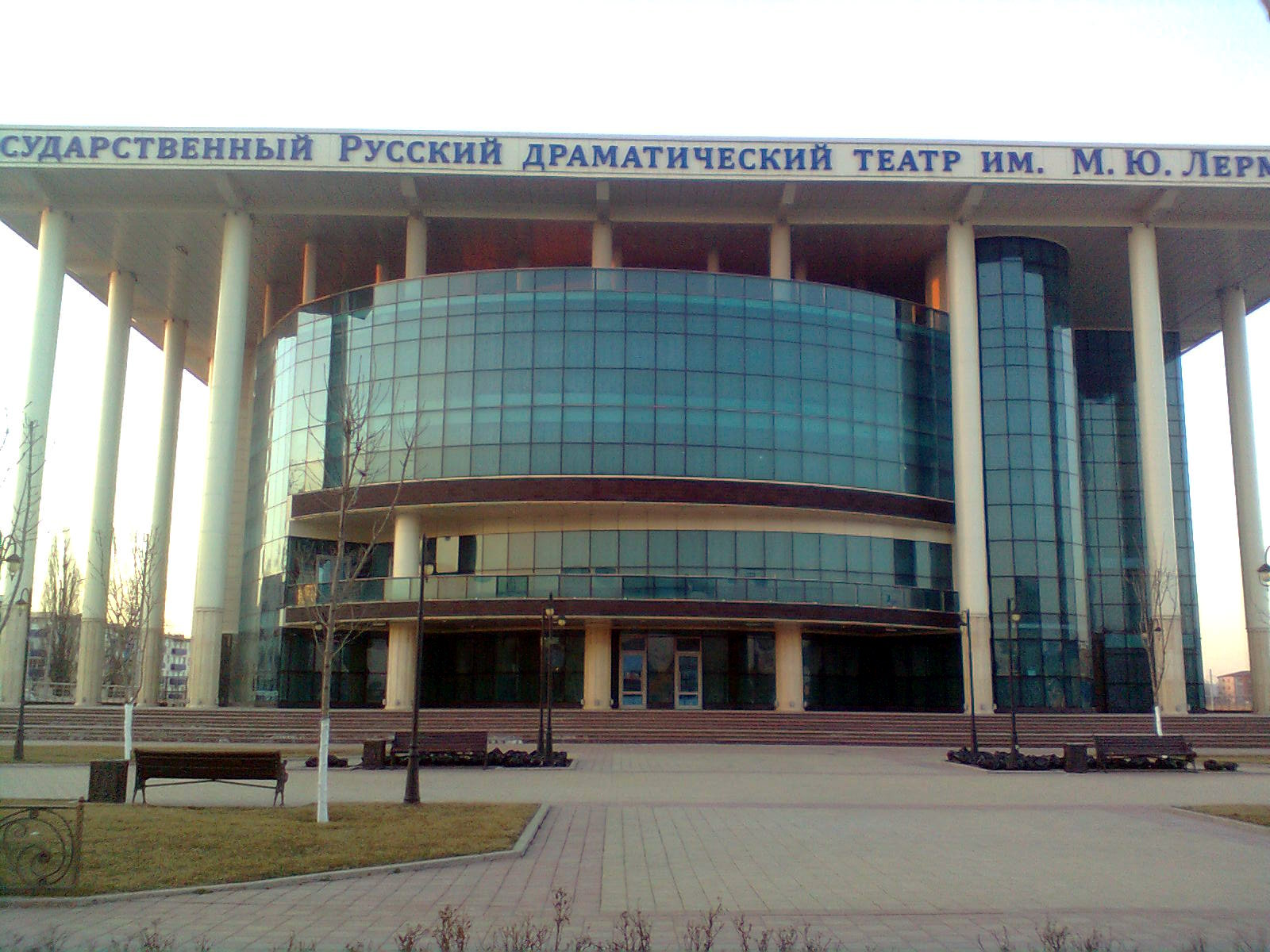
Здание Грозненского русского драматического театра имени М. Ю. Лермонтова.

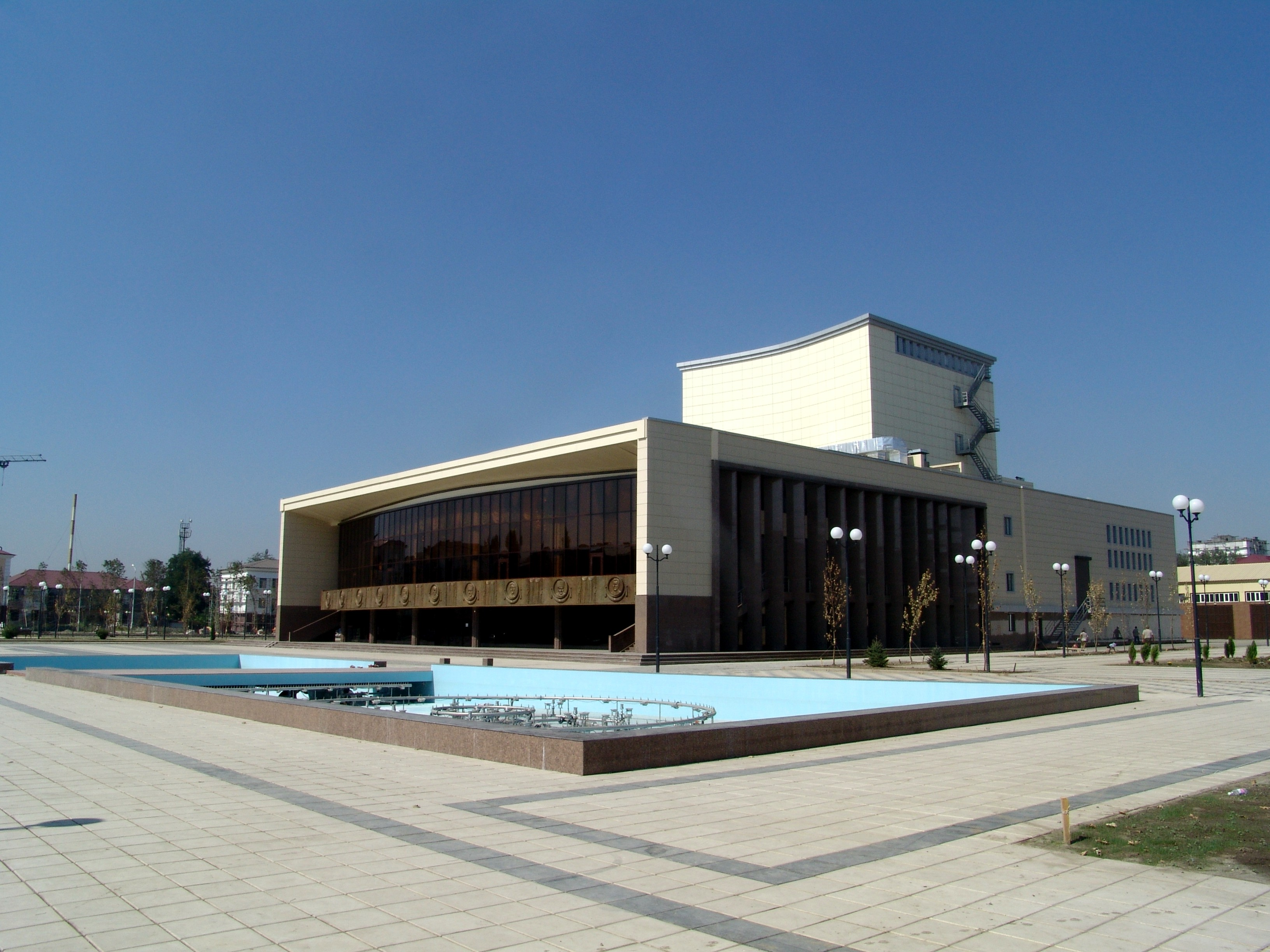
Бывшее здание театра имени Лермонтова, ныне Чеченский драматический театр имени Ханпаши Нурадилова.

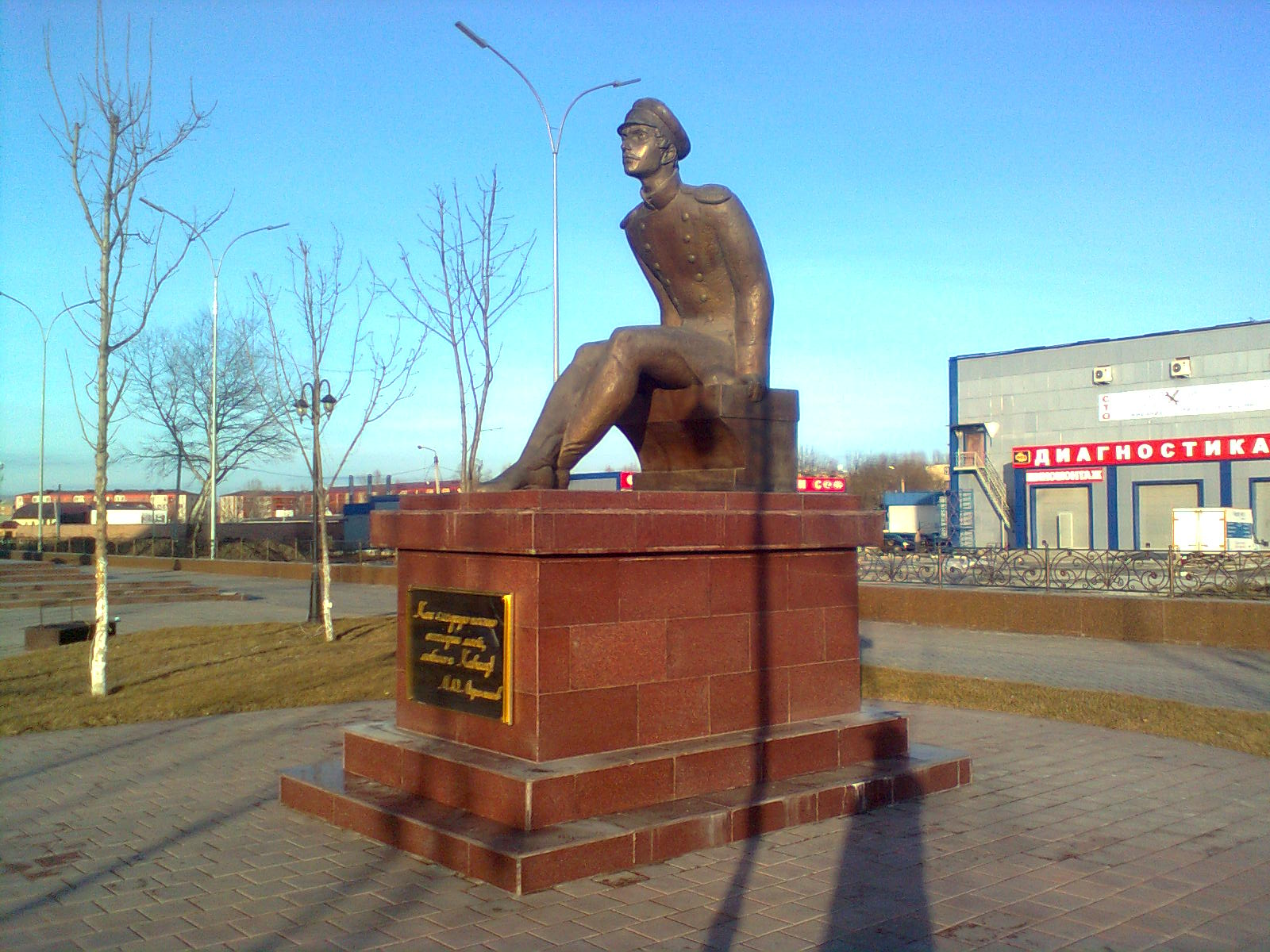
Памятник перед зданием Грозненского русского драматического театра имени М. Ю. Лермонтова.

В Грозном до первой чеченской войны был сквер имени Лермонтова, в котором был установлен бюст поэта.
В 1941 году, когда исполнилось 100 лет со дня гибели М. Ю. Лермонтова, Грозненскому русскому драматическому театру было присвоено имя поэта.
В 1944 году, после депортации чеченцев и ингушей и ликвидации Чечено-Ингушской АССР, селение Хамби-Ирзи было переименовано в Лермонтово. В 1958 году указом Президиума Верховного Совета РСФСР селение Лермонтово было переименовано в Лермонтов-Юрт. В 1990-х годах селу было присвоено современное название.
В 1956 году художник Б. Н. Бессонов написал картину «Лермонтов с отрядом на привале в Чечне» (холст, масло, 44,7 × 68 см). Картина хранится в государственном музее-заповеднике М. Ю. Лермонтова в Пятигорске.
Художник А. И. Титовский в 1964 году создал серию рисунков, посвящённых пребыванию М. Ю. Лермонтова на Кавказе, часть из которых созданы в Чечено-Ингушетии.
В 2006 году в селе Парабоч (Шелковской район, Чечня) был открыт литературный музей.
В 2014 году в ознаменование 200-летия со дня рождения поэта в Грозном состоялась международная научная конференция. Материалы конференции были изданы в Грозном в том же году.
Поэт, писатель и краевед Азим Юсупов был исследователем творчества Михаила Лермонтова и Льва Толстого. Юсупов доказывал, что некоторые персонажи произведений Лермонтова «Измаил-Бей» и «Черкесы» были чеченцами. Пребыванию Лермонтова в Чечне посвящена его книга «Чечня и Лермонтов» (написана в соавторстве с сыном Аслуддином Азимовичем).
Произведения Лермонтова на чеченский язык переводили известные чеченские поэты и писатели, такие как Билал Саидов, Хож-Ахмед Берсанов, Эльбрус Минкаилов, Магомед Мамакаев, Хасмагомед Эдилов, Ахмад Сулейманов, Магомед Сулаев и другие.
Его произведения неоднократно ставились на сценах Грозненского русского драматического театра и Чеченского драматического театра имени Ханпаши Нурадилова. Среди них «Маскарад» (русский драматический театр, 1963), «Бэла» (театр имени Нурадилова, 1940, 1964), «Два брата» (русский драматический театр, 1949), «Испанцы» (русский драматический театр, 1955) и ряд других. В главных ролях были заняты ведущие актёры обоих театров. Так, роль Бэлы в одноимённом спектакле театра имени Нурадилова сыграли Заслуженная артистка РСФСР Тамара Алиева и Народная артистка России Зулейхан Багалова, а Печорина — Народный артист РСФСР Муталип Давлетмирзаев (режиссёр Гарун Батукаев).
Именем Лермонтова названы улицы в Грозном, Гудермесе, Шалях, Знаменском и целом ряде других населённых пунктов Чечни.

### Переводы Лермонтова на чеченский
- Лермонтов М. Ю. Вайн заман турпалхо = Герой нашего времени / Пер.: Б. Саидов. — Грозный: Чечено-Ингушское книжное издательство, 1960. — 168 с. — 2000 экз.
- Лермонтов М. Ю. Вайн заман турпалхо = Герой нашего времени / Пер.: Х -А. Берсанов. — Элиста: Джангар, 2014. — 84 с. — 1000 экз. — ISBN 978-5-594587-611-8.
- Лермонтов М. Ю. Хаьржинарш = Избранное / Пер.: Э. С. Минкаилов. — Грозный: Грозненский рабочий, 2014. — 160 с. — 1000 экз. — ISBN 978-5-4314-0145-9.
- Лермонтов М. Ю. Демон = Демон. — Грозный: Чечено-Ингушское книжное издательство, 1975. — 40 с. — 160 000 экз.
- Обручев С. В. Над тетрадями Лермонтова. — М.: Наука, 1965. — 35 000 экз.
- Николева М. Ф. Михаил Юрьевич Лермонтов. — М.: Детгиз, 1956.
- Андроников И. Л. Лермонтов: исследования и находки. — М., 1967. — 50 000 экз.